# Demonios tus ojos
Demonios tus ojos es una película dramática colombo-española de 2018 dirigida y producida por Pedro Aguilera y protagonizada por Ivana Baquero, Julio Perillán, Lucía Guerrero, Nicolás Coronado y Elisabeth Gelabert. Fue estrenada a nivel mundial en el Festival Internacional de Cine de Róterdam en 2017 y participó en otros importantes eventos como el Festival de Cine Independiente de Buenos Aires y el Festival de Málaga Cine en Español, entre otros.

## Sinopsis
Oliver es un director de cine que lleva viviendo mucho tiempo en los Estados Unidos. Un día decide regresar a Madrid para visitar a su joven medio hermana Aurora, tras verla en un vídeo casero erótico distribuido por internet. Oliver, sorprendido por ver a su joven hermana en esa situación, decide involucrarse e investigar el asunto hasta el fondo para saber por qué Aurora tomó esa decisión.

## Reparto
- Ivana Baquero es Aurora.
- Julio Perillán es Oliver.
- Lucía Guerrero es Natalia.
- Nicolás Coronado es Carlos.
- Elisabeth Gelabert es Julia.
- Juan Pablo Shuk es el psicólogo.

## Recepción
La película en general ha recibido reseñas entre mixtas y favorables. Luis Martínez del diario El Mundo afirmó: "Pertenece a ese extraño género de películas que se ven mejor de pie. No admite descanso". Jordi Costa del diario El País también escribió una reseña positiva, afirmando: "Es un desafiante y absorbente relato sobre la transgresión de tabúes".